# Aristolochia cucurbitoides
Aristolochia cucurbitoides là một loài thực vật thuộc họ Aristolochiaceae. Đây là loài đặc hữu của Trung Quốc.